# Kuta Tinggi (Blang Pidie)
Kuta Tinggi is een bestuurslaag in het regentschap Aceh Barat Daya van de provincie Atjeh, Indonesië. Kuta Tinggi telt 1310 inwoners (volkstelling 2010).